# Pointe de la Table
La pointe de la Table est le principal cap marquant le sud-est de l'île de La Réunion, département d'outre-mer français dans l'océan Indien. Situé sur le territoire communal de Saint-Philippe (21° 19′ 50″ N, 55° 48′ 32″ E), il a été formé par plusieurs éruptions du Piton de la Fournaise, la plus récente en 1986, et est accessible depuis la route nationale 2 par la route forestière 3 de Takamaka.

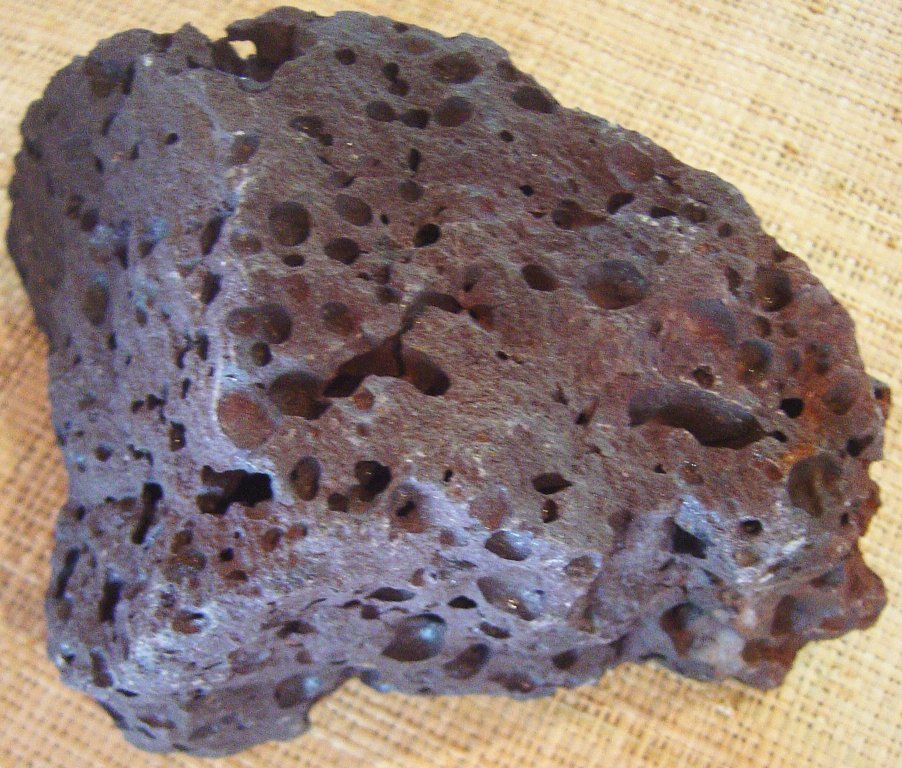
Échantillon de basalte prélevé à la pointe de la Table et exposé à la Cité du Volcan.